# Josef Habsbursko-Lotrinský
Josef Antonín Jan Baptista Habsbursko-Lotrinský (9. března 1776 Florencie – 13. ledna 1847 Budapešť tehdy Budín) byl rakouský arcivévoda a uherský palatin. Jeho rodiči byli rakouský císař a český král a uherský král Leopold II. a Marie Ludovika Španělská.

## Mládí
Narodil se jako deváté dítě toskánskému velkovévodovi Leopoldovi a Marii Ludovice Španělské. Mládí prožil ve Florencii. Učil se jazyky a domluvil se německy, italsky, latinsky a francouzsky. Jeho učiteli byli hrabě Fridrich Manfredini a F. A. Zeiller, který ho učil právnímu oboru. Roku 1790, po zvolení Josefova otce císařem, přesídlila rodina do Vídně.

## Uherský palatin
V roce 1795 se stal, po smrti svého staršího bratra Alexandra, uherským místodržitelem a o rok později byl uherským sněmem zvolen za palatina. Tuto funkci zastával půl století až do své smrti. Zasloužil se o hospodářský a kulturní rozvoj země. V napoleonských válkách se třikrát stal vrchním velitelem ozbrojeného odporu tamní šlechty. Roku 1840 přispěl k propuštění opozičních vůdců Miklóse Wesselényiho a Lájose Kossutha.

## Rozvoj země
V roce 1802 podpořil vznik uherského národního muzea. Byl pro založení školy pro důstojníky, nazvané Ludoviceum, která byla uvedena do provozu v roce 1835. Na výstavbu Uherské akademie věd věnoval 10 000 zlatých. Za jeho vlády byla roku 1827 v Uhrách vybudovaná první železnice a roku 1830 založena Uherská komerční banka. V roce 1844 založil v tehdejší Pešti technickou univerzitu. Na svých alcsutských statcích měl velmi dobře fungující hospodářství.

Na budínském hradě nechal postavit hrobku, do které byli do roku 1944 pohřbíváni členové Josefské linie Habsbursko-Lotrinské dynastie. V roce 1869 byl v Budapešti odhalen na jeho počest pomník v nadživotní velikosti, který je umístěn na tamním, po něm pojmenovaném náměstí.
Zemřel v lednu roku 1847 v Budíně a pohřben byl v Budapešti.

## Manželky a potomci
1.manželka (1799) Alexandra Pavlovna (1783–1801)
- Alexandrine (*/† 8. března 1801)

2.manželka (1815) Hermína z Anhalt-Bernburg-Schaumburg-Hoymu (1797–1817)
- Hermína Amálie Marie Habsbursko-Lotrinská (14. září 1817 – 13. února 1842), abatyše Tereziánského ústavu šlechtičen na Pražském hradě
- Štěpán František Viktor (14. září 1817 – 19. února 1867), uherský palatin v letech 1847–1848, svobodný a bezdětný

3.manželka (1819) Marie Dorotea Württemberská (1797–1855)
- Františka Marie Alžběta (30. července 1820 – 23. srpna 1820)
- Alexandr (6. června 1825 – 12. listopadu 1837)
- Alžběta Františka Marie (17. ledna 1831 – 14. února 1903),
⚭ 1847 Ferdinand Karel Viktor Rakouský-Este (20. července 1821 – 15. prosince 1849)
⚭ 1854 Karel Ferdinand Rakousko-Těšínský (29. července 1818 – 20. listopadu 1874)
- Josef Karel Ludvík (2. března 1833 – 13. června 1905), ⚭ 1864 Klotylda Sasko-Kobursko-Saalfeldská (8. července 1846 – 3. června 1927)
- Marie Henrieta (23. srpna 1836 – 19. září 1902), ⚭ 1853 Leopold II. Belgický (9. dubna 1835 – 17. prosince 1909), belgický král od roku 1865 až do své smrti

Portréty manželek palatina Josefa
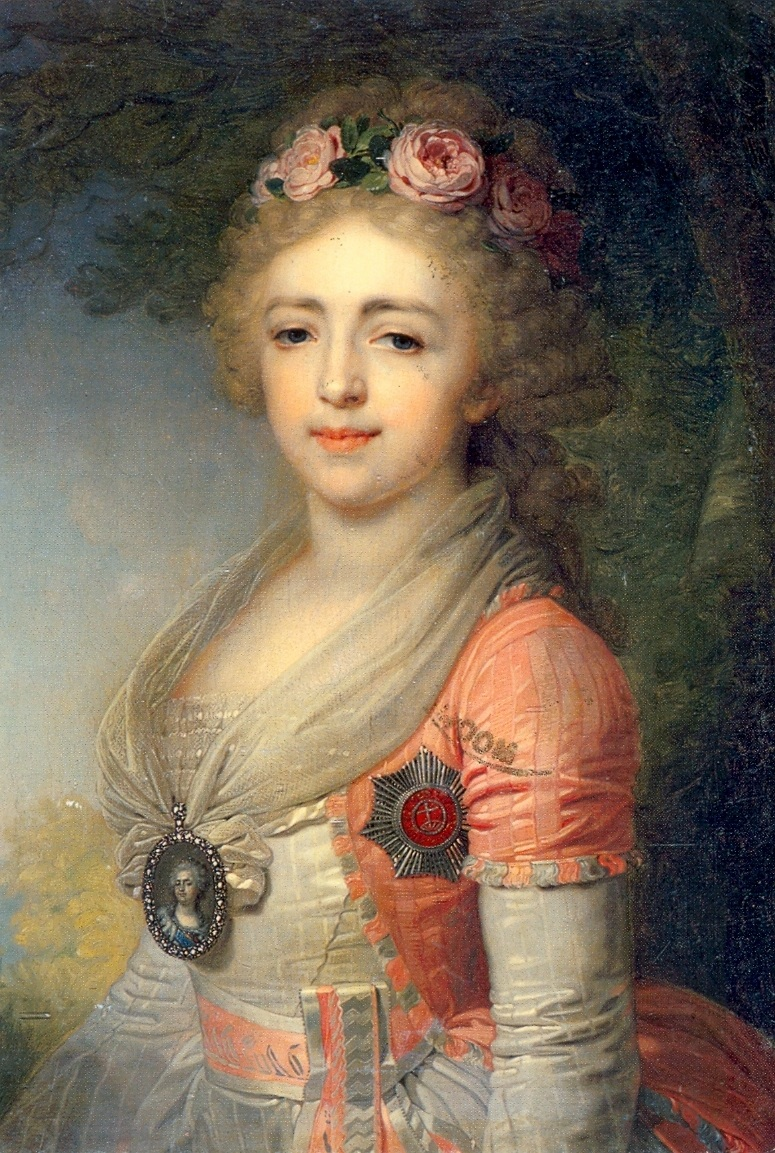
Velkokněžna Alexandra
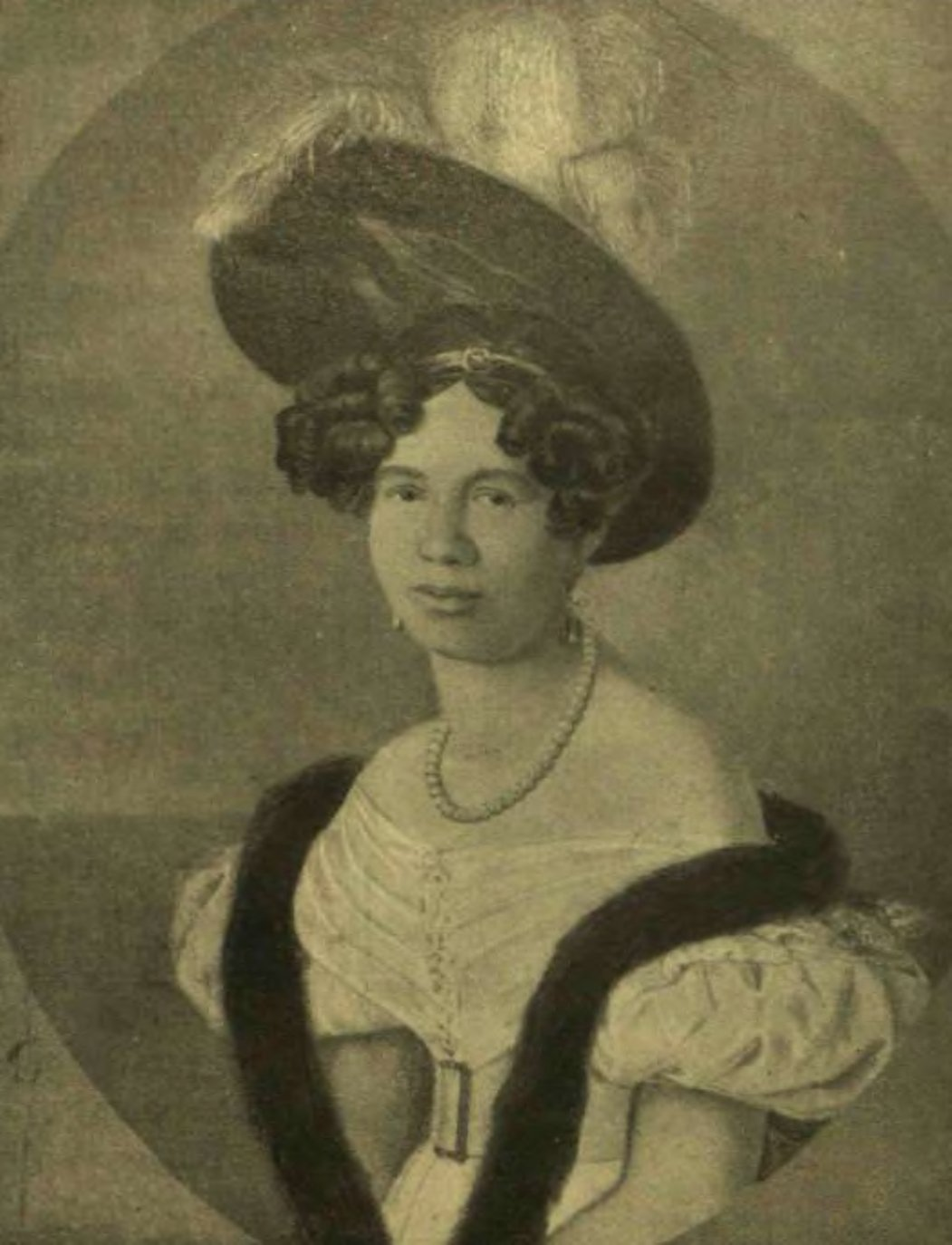
Princezna Hermína
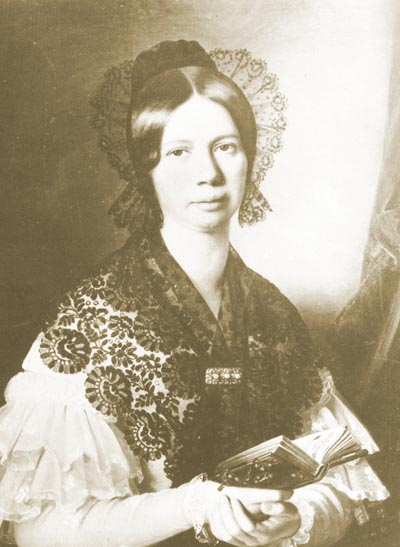
Princezna Marie Dorotea

## Dílo
- József nádor iratai (Spisypalatina Josefa), 3 sv. (I. 1792–1804, II. 1805–1807, III. 1807–1809), vyd. Sándor Domanovszky, Budapest, 1925–1935, 769, 888, 959 str. (Fontes Historiae Hungariae Aevi Recentoris).

## Vývod z předků
|                                    |                                             |  |                                   |                                          |  |  |  |  |  |  |  | Karel V. Lotrinský |
|                                    |                                             |  |                                   |                                          |  |  |  |  |  |  |  |                    |
|                                    | Leopold Josef Lotrinský                     |  |                                   |                                          |  |  |  |  |  |  |  |                    |
|                                    |                                             |  |                                   |                                          |  |  |  |  |  |  |  |                    |
|                                    |                                             |  |                                   | Eleonora Marie Josefa Habsburská         |  |  |  |  |  |  |  |                    |
|                                    |                                             |  |                                   |                                          |  |  |  |  |  |  |  |                    |
|                                    | František I. Štěpán                         |  |                                   |                                          |  |  |  |  |  |  |  |                    |
|                                    |                                             |  |                                   |                                          |  |  |  |  |  |  |  |                    |
|                                    |                                             |  |                                   | Filip I. Orléanský                       |  |  |  |  |  |  |  |                    |
|                                    |                                             |  |                                   |                                          |  |  |  |  |  |  |  |                    |
|                                    | Alžběta Charlotta Orléanská                 |  |                                   |                                          |  |  |  |  |  |  |  |                    |
|                                    |                                             |  |                                   |                                          |  |  |  |  |  |  |  |                    |
|                                    |                                             |  |                                   | Alžběta Šarlota Falcká                   |  |  |  |  |  |  |  |                    |
|                                    |                                             |  |                                   |                                          |  |  |  |  |  |  |  |                    |
|                                    | Leopold II.                                 |  |                                   |                                          |  |  |  |  |  |  |  |                    |
|                                    |                                             |  |                                   |                                          |  |  |  |  |  |  |  |                    |
|                                    |                                             |  |                                   | Leopold I.                               |  |  |  |  |  |  |  |                    |
|                                    |                                             |  |                                   |                                          |  |  |  |  |  |  |  |                    |
|                                    | Karel VI.                                   |  |                                   |                                          |  |  |  |  |  |  |  |                    |
|                                    |                                             |  |                                   |                                          |  |  |  |  |  |  |  |                    |
|                                    |                                             |  |                                   | Eleonora Magdalena Falcko-Neuburská      |  |  |  |  |  |  |  |                    |
|                                    |                                             |  |                                   |                                          |  |  |  |  |  |  |  |                    |
|                                    | Marie Terezie                               |  |                                   |                                          |  |  |  |  |  |  |  |                    |
|                                    |                                             |  |                                   |                                          |  |  |  |  |  |  |  |                    |
|                                    |                                             |  |                                   | Ludvík Rudolf Brunšvicko-Wolfenbüttelský |  |  |  |  |  |  |  |                    |
|                                    |                                             |  |                                   |                                          |  |  |  |  |  |  |  |                    |
|                                    | Alžběta Kristýna Brunšvicko-Wolfenbüttelská |  |                                   |                                          |  |  |  |  |  |  |  |                    |
|                                    |                                             |  |                                   |                                          |  |  |  |  |  |  |  |                    |
|                                    |                                             |  |                                   | Kristýna Luisa Öttingenská               |  |  |  |  |  |  |  |                    |
|                                    |                                             |  |                                   |                                          |  |  |  |  |  |  |  |                    |
| Josef Antonín Habsbursko-Lotrinský |                                             |  |                                   |                                          |  |  |  |  |  |  |  |                    |
|                                    |                                             |  |                                   |                                          |  |  |  |  |  |  |  |                    |
|                                    |                                             |  | Ludvík Francouzský, velký dauphin |                                          |  |  |  |  |  |  |  |                    |
|                                    |                                             |  |                                   |                                          |  |  |  |  |  |  |  |                    |
|                                    | Filip V. Španělský                          |  |                                   |                                          |  |  |  |  |  |  |  |                    |
|                                    |                                             |  |                                   |                                          |  |  |  |  |  |  |  |                    |
|                                    |                                             |  |                                   | Marie Anna Bavorská                      |  |  |  |  |  |  |  |                    |
|                                    |                                             |  |                                   |                                          |  |  |  |  |  |  |  |                    |
|                                    | Karel III. Španělský                        |  |                                   |                                          |  |  |  |  |  |  |  |                    |
|                                    |                                             |  |                                   |                                          |  |  |  |  |  |  |  |                    |
|                                    |                                             |  |                                   | Eduard Parmský                           |  |  |  |  |  |  |  |                    |
|                                    |                                             |  |                                   |                                          |  |  |  |  |  |  |  |                    |
|                                    | Isabela Farnese                             |  |                                   |                                          |  |  |  |  |  |  |  |                    |
|                                    |                                             |  |                                   |                                          |  |  |  |  |  |  |  |                    |
|                                    |                                             |  |                                   | Dorotea Žofie Falcko-Neuburská           |  |  |  |  |  |  |  |                    |
|                                    |                                             |  |                                   |                                          |  |  |  |  |  |  |  |                    |
|                                    | Marie Ludovika Španělská                    |  |                                   |                                          |  |  |  |  |  |  |  |                    |
|                                    |                                             |  |                                   |                                          |  |  |  |  |  |  |  |                    |
|                                    |                                             |  |                                   | August II. Silný                         |  |  |  |  |  |  |  |                    |
|                                    |                                             |  |                                   |                                          |  |  |  |  |  |  |  |                    |
|                                    | August III. Polský                          |  |                                   |                                          |  |  |  |  |  |  |  |                    |
|                                    |                                             |  |                                   |                                          |  |  |  |  |  |  |  |                    |
|                                    |                                             |  |                                   | Kristýna Eberhardýna Hohenzollernová     |  |  |  |  |  |  |  |                    |
|                                    |                                             |  |                                   |                                          |  |  |  |  |  |  |  |                    |
|                                    | Marie Amálie Saská                          |  |                                   |                                          |  |  |  |  |  |  |  |                    |
|                                    |                                             |  |                                   |                                          |  |  |  |  |  |  |  |                    |
|                                    |                                             |  |                                   | Josef I. Habsburský                      |  |  |  |  |  |  |  |                    |
|                                    |                                             |  |                                   |                                          |  |  |  |  |  |  |  |                    |
|                                    | Marie Josefa Habsburská                     |  |                                   |                                          |  |  |  |  |  |  |  |                    |
|                                    |                                             |  |                                   |                                          |  |  |  |  |  |  |  |                    |
|                                    |                                             |  |                                   | Amálie Vilemína Brunšvicko-Lüneburská    |  |  |  |  |  |  |  |                    |
|                                    |                                             |  |                                   |                                          |  |  |  |  |  |  |  |                    |